# Aulacoseiraceae
Famille
Les Aulacoseiraceae sont une famille d'algues de l'embranchement des Bacillariophyta (Diatomées), de la classe des Coscinodiscophyceae et de l’ordre des Aulacoseirales.
Le genre type Aulacoseira comprend à la fois des espèces fossiles et des espèces actuelles.

## Étymologie
Le nom de la famille vient du genre type Aulacoseira, composé du préfixe aulac-, du grec αυλαξ / avlax, « sillon, replis », à cause des arêtes situées sur les valves de cette diatomée, et du suffixe -seira, de 
σειρά / seirá, « corde, chaîne », de par la propension de cette diatomées à s'assembler en chaines.

## Description
Le genre type d'Aulacoseira comprend des espèces, principalement présentes en eau douce, qui poussent en colonies linéaires, jointes entre elles par des épines accrochées les unes aux autres. En raison de cette habitude de croissance et du fait que la plupart des espèces ont des manteaux valvulaires relativement hauts, les cellules sont généralement vues en ceinture. Les frustules sont généralement fortement silicifiées et sont polymorphes chez de nombreuses espèces. La littérature ancienne classait les colonies comme suit :
- statut α, : celles composées de valves fortement silicifiées et grossièrement structurées ;
- statut β : celles avec des valves relativement minces et finement structurées ;
- statut γ : celles dans lesquelles les deux types de valves coexistaient .

Il est maintenant communément admis que la structure de la valve réagit à la disponibilité et au taux de croissance de la silice.

## Distribution
Le genre type Aulacoseira est un genre très vaste, complexe et largement distribué. On le trouve dans la plupart des eaux intérieures (lacs, étangs et grandes rivières). Par exemple dans le bassin du Nil, l'espèce Aulacoseira granulata est généralement la diatomée planctonique la plus commune. 
Certaines semblent aussi prospérer sur les sédiments du fond de lacs faiblement basiques et très transparents.
Plusieurs espèces ont été décrites dans les rivières et fleuves du Brésil

## Liste des genres
Selon AlgaeBase (21 juin 2022) :
- Alveolophora Moisseeva & Nevretdinova, 1990
- Aulacoseira Thwaites, 1848   genre type
- Eosira A.P.Wolfe & M.B.Edlund, 2005
- Miosira Krammer, Lange-Bertalot & W.Schiller, 1997
- Pseudoaulacosira Lupikina & Khursevich ex Usoltseva & Houk, 2016
- Sphaerotermia Ehrenberg, 1852
- Strangulonema Greville, 1865

## Systématique
Le nom correct complet (avec auteur) de ce taxon est Aulacoseiraceae R.M.Crawford, 1990.

## Publication originale
- Round, F.E., Crawford, R.M. & Mann, D.G. (1990). The diatoms biology and morphology of the genera.  pp. [i-ix], 1-747. Cambridge: Cambridge University Press.